# Copiapó
Copiapó je město v severním Chile. Je hlavním městem stejnojmenné provincie a regionu Atacama. Podle sčítání v roce 2012 mělo město 158 438 obyvatel.

## Geografie
Nachází se ve vzdálenosti 65 km východně od pobřežního města Caldera a 800 km severně od Santiaga na řece Copiapó ve stejnojmenném údolí. Na začátku 21. století řeka často vysychá. Podnebí je velmi suché, což odpovídá tomu, že okolí města tvoří poušť Atacama s 122 mm srážek za rok.

## Historie
Město bylo založeno 8. prosince 1744.

## Ekonomika
Ve městě a okolí se těží stříbro a měď. Ve městě je bronzová socha Juana Godoye, který v nedalekém Chañarcillu stříbro v 19. století objevil. V dole San José 30 km severozápadně od města došlo v roce 2010 k zavalení skupiny horníků, kteří byli osvobozeni po více než dvou měsících.

## Partnerská města
- Catamarca, Argentina
- Córdoba, Argentina
- Felipe Varela, Argentina
- La Rioja, Argentina
- Santiago del Estero, Argentina
- Ťiou-ťiang, Čína
- Nan-čchang, Čína
- Pchan-jü, Čína
- Pching-siang, Čína
- Žuej-čchang, Čína
- Castellón de la Plana, Španělsko